# Shaun Williamson
Shaun Williamson (Maidstone, 1965. november 4. –) angol színész.
Leginkább Barry Evans szerepében ismert az EastEnders című brit szappanoperából, melyben 1994 és 2004 között szerepelt. A sorozatból való távozása után önmaga szatirikus változatát alakította a Futottak még… című szituációs komédia epizódjaiban.

## Magánélete
Kétszer nősült, három gyermeke született. Első gyermeke 1987-ben jött világra, amikor Williamson 22 éves volt. Gyermekének édesanyja, Williamson akkori párja cirkuszi előadóként dolgozott. Szakításuk után közölte terhességét a férfival, de Williamson színészi karrierje érdekében elutazott az Amerikai Egyesült Államokba, ígéretet téve arra, hogy visszatérése után gondját viseli gyermeküknek. Amikor hazatért, volt barátnője már egy másik férfi felesége volt, és Williamson gyermekének születési anyakönyvi kivonatában is a nő férje szerepelt apaként.
Ezt követően elvette menedzserét, Melanie Sacre-t, akivel 16 évig voltak házasok és két gyermekük született. Második feleségével, Adele-lel 2018-ban házasodott össze.

## Filmográfia

### Film
| Év   | Magyar cím           | Eredeti cím                       | Szerep             |
| ---- | -------------------- | --------------------------------- | ------------------ |
| 1996 | Stella ügyletei      | Stella Does Tricks                | Mr. Peters sofőrje |
| 2008 | Rablás fényes nappal | Daylight Robbery                  | rendőrfőnök        |
| 2009 | Lódító hódító        | The Invention of Lying            | Richard Bellison   |
| 2009 |                      | Uncut                             | Marc               |
| 2017 |                      | The Blazing Cannons               | Mu Mu Manager      |
| 2018 |                      | This Is Jayde: The One Hit Wonder | Shaun              |
| 2018 |                      | Paying Mr. McGetty                | önmaga             |

### Televízió
| Év        | Magyar cím          | Eredeti cím                         | Szerep                                    | Megjegyzések                                                                  |
| --------- | ------------------- | ----------------------------------- | ----------------------------------------- | ----------------------------------------------------------------------------- |
| 1989      |                     | Crime Monthly                       | taxisofőr                                 | 1 epizód                                                                      |
| 1994      |                     | Waiting for God                     | Brown                                     | 1 epizód                                                                      |
| 1994      |                     | London's Burning                    | Chris                                     | 1 epizód                                                                      |
| 1994–2004 | EastEnders          | EastEnders                          | mentős / Barry Evans                      | 656 epizód                                                                    |
| 1994–2008 |                     | The Bill                            | Dave Monks / hivatalnok                   | 3 epizód                                                                      |
| 1995      |                     | Inspector Morse                     | pénztáros                                 | 1 epizód                                                                      |
| 1997–1999 |                     | Night Fever                         | önmaga / versenyző                        | 4 epizód                                                                      |
| 2002      |                     | The Basil Brush Show                | gonosz bútorgéniusz                       | 1 epizód                                                                      |
| 2005      |                     | GB3-Being Young                     | Mr. Dozey                                 | tévéfilm                                                                      |
| 2005      |                     | Funland                             | Cliff                                     | 1 epizód                                                                      |
| 2005–2007 | Futottak még…       | Extras                              | önmaga / Barry az Eastenders-ből          | - 10 epizód - magyar hangja: - Bácskai János - Orosz István - Bezerédi Zoltán |
| 2007      | Holby Városi Kórház | Holby City                          | Larry Randle                              | 1 epizód                                                                      |
| 2008      |                     | Fairy Tales                         | Sava Stojkovic                            | minisorozat (1 epizód)                                                        |
| 2008      |                     | The Slammer                         | Jimmy Jinx                                | 1 epizód                                                                      |
| 2008      |                     | Dani's House                        | bohóc                                     | 1 epizód                                                                      |
| 2008–2014 | Doktorok            | Doctors                             | Bob Robbins / Walter Twiddle / Roy Marlin | 3 epizód                                                                      |
| 2009–2011 |                     | Scoop                               | Digby Digworth                            | 39 epizód                                                                     |
| 2011      |                     | New Tricks                          | Martin Fallon                             | 1 epizód                                                                      |
| 2011–2013 |                     | Life’s Too Short                    | önmaga                                    | 5 epizód                                                                      |
| 2013      |                     | Celebrity Juice                     | Barry                                     | 1 epizód                                                                      |
| 2013      |                     | Sooty                               | Barrie Bonkers                            | 1 epizód                                                                      |
| 2014      | Houdini             | Houdini                             | Riley                                     | - minisorozat (2 epizód) - magyar hangja: - Kerekes József                    |
| 2014      |                     | Plebs                               | Balbus                                    | minisorozat (1 epizód)                                                        |
| 2016      |                     | Sexy Murder                         | Brian Jessop                              | 6 epizód                                                                      |
| 2017      | Baleseti sebészet   | Casualty                            | Terry Boydell                             | 1 epizód                                                                      |
| 2017      |                     | Comedy Playhouse                    | Chris Smith                               | 1 epizód                                                                      |
| 2018      | Az élet megy tovább | Moving On                           | Geoff                                     | 1 epizód                                                                      |
| 2019      |                     | Al Murray's Great British Pub Quiz  | önmaga / csapos / pontozóbíró             | 20 epizód                                                                     |
| 2020      |                     | Mister Winner                       | Chris Smith                               | 2 epizód                                                                      |
| 2021      |                     | Beat the Chasers: Celebrity Special | önmaga / versenyző                        | 1 epizód                                                                      |
| 2021      |                     | A League of Their Own               | önmaga / Barry Evans                      | 2 epizód                                                                      |
| 2023      |                     | Significant Other                   | Jonny                                     | 1 epizód                                                                      |

## Fordítás
- Ez a szócikk részben vagy egészben  a   Shaun Williamson című angol Wikipédia-szócikk ezen változatának fordításán alapul.  Az eredeti cikk szerkesztőit annak laptörténete sorolja fel. Ez a jelzés csupán a megfogalmazás eredetét és a szerzői jogokat jelzi, nem szolgál a cikkben szereplő információk forrásmegjelöléseként.